# Anonychia fuliginea
Anonychia fuliginea là một loài bướm đêm trong họ Geometridae.